# Warrenton (Missouri)
Warrenton és una població dels Estats Units a l'estat de Missouri. Segons el cens del 2008, tenia 7.398 habitants.

## Demografia
Segons el cens del 2000, Warrenton tenia 5.281 habitants, 1.985 habitatges, i 1.363 famílies. La densitat de població era de 278,2 habitants per km².
Dels 1.985 habitatges en un 37,9% hi vivien nens de menys de 18 anys, en un 50,8% hi vivien parelles casades, en un 13,6% dones solteres, i en un 31,3% no eren unitats familiars. En el 26,5% dels habitatges hi vivien persones soles el 10,9% de les quals corresponia a persones de 65 anys o més que vivien soles. El nombre mitjà de persones vivint en cada habitatge era de 2,59 i el nombre mitjà de persones que vivien en cada família era de 3,14.
Per edats la població es repartia de la següent manera: un 30% tenia menys de 18 anys, un 9,4% entre 18 i 24, un 30,3% entre 25 i 44, un 16,8% de 45 a 60 i un 13,6% 65 anys o més.
L'edat mediana era de 32 anys. Per cada 100 dones de 18 o més anys hi havia 85,7 homes.
La renda mediana per habitatge era de 34.022 $ i la renda mediana per família de 38.396 $. Els homes tenien una renda mediana de 31.701 $ mentre que les dones 21.896 $. La renda per capita de la població era de 16.431 $. Entorn del 8% de les famílies i el 10,6% de la població estaven per davall del llindar de pobresa.

## Poblacions més properes
El següent diagrama mostra les poblacions més properes.